# Théorème de Demonque
Le théorème de Demonque énonce que, sur une courte période, les statistiques de la délinquance varient en proportion inverse de la popularité du ministre de l'Intérieur auprès des agents chargés du collationnement des données qui les fondent.

## Commentaires
Ce pseudo-« théorème » résume en une boutade la difficulté d'interpréter les statistiques de la délinquance. En effet, celles-ci résultent pour l'essentiel de l'enregistrement par les forces de l'ordre elles-mêmes des faits qui sont portés à leur connaissance.
Ces faits sont collectés dans un document dit état 4001. Les résultats de cette collecte sont diffusés périodiquement et ont été, à plusieurs reprises, utilisés dans le débat politique.
Comme tout indicateur quantitatif, ils sont parfois considérés avec méfiance : « les statistiques du ministère de l’Intérieur [français] ont toujours eu la réputation d’être lissées, pour ne pas dire policées » (Éric Pelletier in Le Figaro, 14 janvier 2000). Les principales critiques faites sur les chiffres ainsi diffusés viennent de ce qu'il s'agit d'une mesure de l'activité des forces de l'ordre effectuée par les intéressés eux-mêmes,.
Depuis 2003, l'Observatoire national de la délinquance (OND) est chargé de recueillir et d'exploiter les données produites par les forces de l'ordre. Depuis 2006, il s'est également vu confier la diffusion de ces données,.
Le chercheur Frédéric Ocqueteau en a déduit la perte de pertinence du théorème de Demonque. Le théorème de Demonque est cependant régulièrement cité dans les débats publics sur la délinquance en France.